# Olga Mikoetina
Olga Romanivna Mikoetina (Oekraïens: Ольга Романівна Мікутіна) (Charkiv, 6 oktober 2003) is een Oekraïens-Oostenrijks kunstschaatsster die Oostenrijk vertegenwoordigt. Ze is viervoudig nationaal kampioene.

## Biografie
In 2007 begon Mikoetina met kunstschaatsen. Op twaalfjarige leeftijd besloten haar ouders vanwege de betere trainingsomstandigheden te verhuizen naar Feldkirch, waar Mikoetina begon te trainen bij Elena Romanova. In oktober 2017 debuteerde ze op internationaal niveau bij de junioren en in oktober 2019 bij de senioren. In 2022 nam Mikoetina deel aan de Olympische Spelen in Peking, waar ze op de 13e plaats eindigde.

## Persoonlijke records
Behaald tijdens ISU-wedstrijden. 
|                     | punten | toernooi                    |
| ------------------- | ------ | --------------------------- |
| Hoogste totaalscore | 198.77 | 2021 Wereldkampioenschappen |
| Hoogste korte kür   | 067.18 | 2021 Wereldkampioenschappen |
| Hoogste lange kür   | 131.59 | 2021 Wereldkampioenschappen |

## Belangrijke resultaten
| Kampioenschap                                     | 17/18 | 18/19 | 19/20 | 20/21 | 21/22  | 22/23 | 23/24 | 24/25 |
| ------------------------------------------------- | ----- | ----- | ----- | ----- | ------ | ----- | ----- | ----- |
| Olympische Spelen                                 |       |       |       |       | 13e    |       |       |       |
| Wereldkampioenschap                               |       |       | *     | 8e    | 14e    | 19e   | 14e   | 17e   |
| Europees kampioenschap                            |       |       | 24e   |       | 14e    | 12e   | 8e    |       |
| Nationaal kampioenschap                           |       |       | Goud  | Goud  | Zilver |       | Goud  | Goud  |
| WK junioren                                       |       | 18e   |       |       |        |       |       |       |
| NK junioren                                       | Brons | Goud  | Goud  |       |        |       |       |       |
| * Afgelast naar aanleiding van de coronapandemie. |       |       |       |       |        |       |       |       |